# Horst Schubert (Politiker)
Horst Schubert (* 24. April 1923 in Berlin; † 27. Oktober 1996 in Herzberg am Harz) war ein deutscher Politiker (FDP).

## Leben
Horst Schubert besuchte die Volks- und Oberrealschule und machte von 1940 bis 1943 eine Lehre als Industriekaufmann. Von 1943 bis 1945 arbeitete er als kaufmännischer Angestellter. Nach dem Zweiten Weltkrieg war er bis 1947 arbeitssuchend, von 1948 bis 1958 als Archivar und ab 1959 als Verwaltungsangestellter bei der Landesversicherungsanstalt Berlin tätig.
Er war ab 1941 Mitglied der NSDAP. Nach dem Zweiten Weltkrieg wurde er Mitglied der FDP und war von 1963 bis 1967 Mitglied des Abgeordnetenhauses von Berlin.